# 伊维察·霍瓦特
伊维察·霍瓦特（1926年7月16日—2012年8月27日），克罗地亚男子足球运动员。他曾代表南斯拉夫国奥队参加1952年夏季奥林匹克运动会足球比赛，获得一枚银牌。